# Kanepi (gemeente)
Kanepi (Estisch: Kanepi vald) is een gemeente in het zuidwesten van de Estlandse provincie Põlvamaa. De gemeente telde 4.453 inwoners op 1 januari 2023 en heeft een oppervlakte van 524,68 vierkante kilometer. Het bestuurscentrum is Kanepi.
In oktober 2017 werden de gemeenten Kõlleste en Valgjärve bij Kanepi gevoegd.
In 1804 werd in de hoofdplaats Kanepi de eerste kerspelschool (kihelkonna kool) van Estland gesticht, de voorloper van het huidige gymnasium. Initiatiefnemer was de lutherse pastor Johann Philipp von Roth, die samen met zijn zwager Gustav Adolph Oldekop in 1806 ook de eerste Estischtalige krant uitgaf: van dit Tarto maa rahwa Näddali-Leht ('Weekblad van het volk van Tartumaa') verschenen 39 nummers. Zijn kerk, de Johanneskerk van Kanepi (Kanepi Jaani kirik), werd tussen 1804 en 1808 gebouwd naar een ontwerp van Friedrich Siegel en in 1810 ingewijd. Het natuurstenen bouwwerk verving een houten voorganger.
In de gemeente ligt het meer Aalupi. In de gemeente bevindt zich ook het op een na hoogste bouwwerk van Estland: de 347 m hoge zendmast van Valgjärve (Valgjärve telemast) bij het dorp Pikareinu. In Karilatsi ligt een openluchtmuseum.

## Vlag en wapen
De vlag en het wapen van de gemeente laten een hennepplant zien. In de hoofdplaats Kanepi werd op grote schaal hennep verbouwd, voornamelijk om kleding van te maken. De vlag en het wapen zijn geaccepteerd na een online stemming waaraan meer dan 12.000 Esten meededen (veel meer dan het aantal inwoners van de gemeente). De gemeenteraad conformeerde zich met een kleine meerderheid aan de uitslag van de stemming.

## Plaatsen
De gemeente telt:
- één plaats met de status van vlek (Estisch: alevik): Kanepi;
- 49 plaatsen met de status van dorp (Estisch: küla): Abissaare, Aiaste, Erastvere, Häätaru, Hauka, Heisri, Hino, Hurmi, Ihamaru, Jõgehara, Jõksi, Kaagna, Kaagvere, Karaski, Karilatsi, Karste, Koigera, Kooli, Kooraste, Krootuse, Krüüdneri, Lauri, Maaritsa, Magari, Mügra, Närapää, Palutaja, Peetrimõisa, Piigandi, Piigaste, Pikajärve, Pikareinu, Põlgaste, Prangli, Puugi, Rebaste, Saverna, Sirvaste, Soodoma, Sõreste, Sulaoja, Tiido, Tõdu, Tuulemäe, Valgjärve, Varbuse, Veski, Vissi en Voorepalu.

Landgemeenten: Kanepi · Põlva · Räpina